# Bartłomiej Salski
Bartłomiej Wacław Salski – polski elektronik, doktor habilitowany nauk technicznych, specjalizujący się w technice mikrofalowej. Profesor na Wydziale Elektroniki i Technik Informacyjnych Politechniki Warszawskiej.
Absolwent Technikum Elektrycznego w Opolu w 2000. W 2006 ukończył studia magisterskie na Wydziale Elektroniki i Technik Informacyjnych Politechniki Warszawskiej. Stopień doktorski z elektroniki na tymże wydziale uzyskał w 2010 na podstawie pracy zatytułowanej Modelowanie zagadnień promieniowania elektromagnetycznego i dyfrakcji metodą różnic skończonych w dziedzinie czasu wykorzystaniem algorytmów półanalitycznych, przygotowanej pod kierunkiem Wojciecha Gwarka, a w 2015 habilitował się, pisząc rozprawę pt. Modelowanie elektromagnetyczne i charakteryzacja własności dyspersyjnych materiałów oraz struktur. Publikował prace w czasopismach, takich jak „IEEE Transactions on Antennas and Propagation”, „IEEE Transactions on Microwave Theory and Techniques”, „IEEE Transactions on Geoscience and Remote Sensing” czy „Composite Structures”.
W 2022 otrzymał Brązowy Krzyż Zasługi.